# Силин, Николай Александрович
Николай Александрович Силин — советский учёный, профессор, доктор технических наук, академик Российской академии ракетных и артиллерийских наук, трижды лауреат Государственной премии СССР, заслуженный деятель науки и техники РСФСР.

## Биография
Родился в 1928 году в деревне Кубинской. Член КПСС.
Окончил Ленинградский технологический институт.
В 1956—1999 гг. — младший научный сотрудник, старший научный сотрудник, заместитель директора по научной части, директор, почётный директор Научно-исследовательского института прикладной химии.
Лауреат Государственных премий СССР (1975, 1982, 1988) неопубликованными указами.
Делегат XIX конференции КПСС.
Почётный гражданин Сергиево-Посадского района.
Умер в 1999 году в Сергиевом Посаде.